# Stephen Williams
Stephen Williams (26 aprile 1978) è un regista, produttore cinematografico e sceneggiatore canadese.

## Biografia
Stephen Williams è sposato con Jocelyn Snowdon e vivono nell'area di Los Angeles insieme alla loro figlia e ai due gemelli, Gabriel e Justis, figli del primo matrimonio di lui.
Stephen Williams ha diretto molte serie televisive di successo, una fra tutte Lost della quale è stato anche produttore esecutivo.

## Filmografia

### Regista

#### Cortometraggi
- A Variation on the Key 2 Life (1993)

#### Cinema
- Soul Survivor (1995)
- Zona d'ombra: bambole e vudù (1997)
- Chevalier (2022)

#### Televisione
- Exploring Ontario's Provincial Parks – miniserie TV (1993)
- Madison – serie TV, 1 episodio (1995)
- Liberty Street – serie TV, 1 episodio (1995)
- Tucker e Becca, nemici per la pelle (Flash Forward) – serie TV, 1 episodio (1996)
- Traders – serie TV, 1 episodio (1996)
- Space Cases – serie TV, 1 episodio (1996)
- Shadow Zone: The Undead Express – film TV (1996)
- PSI Factor (Psi Factor: Chronicles of the Paranormal) – serie TV, 6 episodi (1997-1999)
- Pianeta Terra - Cronaca di un'invasione (Earth: Final Conflict) – serie TV, 2 episodi (1998)
- The City – serie TV, 3 episodi (1999)
- Milgaard – film TV (1999)
- Harry's Case – film TV (2000)
- Soul Food – serie TV, 1 episodio (2000)
- Blue Murder – serie TV, 5 episodi (2001)
- Dark Angel – serie TV, 2 episodi (2002)
- A Killing Spring – film TV (2002)
- Verdict in Blood – film TV (2002)
- Odyssey 5 – serie TV, 3 episodi (2002-2003)
- Missing – serie TV, 1 episodio (2003)
- Ed – serie TV, 1 episodio (2003)
- Playmakers – serie TV, 1 episodio (2003)
- Crossing Jordan – serie TV, 6 episodi (2003-2005)
- Las Vegas – serie TV, 1 episodio (2004)
- Lost – serie TV, 26 episodi (2004-2009)
- Kevin Hill – serie TV, 1 episodio (2005)
- Undercovers – serie TV, 3 episodi (2010-2011)
- Prime Suspect – serie TV, 2 episodi (2011)
- Touch – serie TV, episodi 1x03-1x06 (2012)
- Person of Interest – serie TV, episodi 1x11-1x22-3x04 (2012-2013)
- Transporter: The Series – serie TV, episodio 1x01 (2012)
- The Walking Dead – serie TV, episodio 6x04 (2015)
- Westworld - Dove tutto è concesso (Westworld) – serie TV, episodi 1x08-2x09 (2016)
- Counterpart – serie TV, episodio 1x02 (2018)
- Watchmen – miniserie TV, puntate 3-6 (2019)
- True Story – miniserie TV, puntate 1-2-3 (2021)
- The Last of Us – serie TV, episodio 2x05 (2025)

### Produttore

#### Televisione
- Lost – serie TV, 74 episodi (2006-2009)
- Lost: Missing Pieces – webserie, 13 webisodi (2007-2008)
- Atom TV – serie TV, 18 episodi (2008-2009)
- Undercovers – serie TV, 12 episodi (2010-2011)
- Zero Hour – serie TV, 13 episodi (2013)
- Watchmen – miniserie TV (2019)

### Sceneggiatore

#### Cinema
- Soul Survivor (1995)